# San Giuliano Milanese (przystanek kolejowy)
San Giuliano Milanese (wł. Stazione di San Giuliano Milanese) – przystanek kolejowy w San Giuliano Milanese, w prowincji Mediolan, w regionie Lombardia, we Włoszech. Znajduje się na linii Mediolan – Bolonia.
Według klasyfikacji RFI przystanek ma kategorię srebrną.

## Linie kolejowe
- Mediolan – Bolonia

## Infrastruktura
Przystanek ma dwa tory po jednym dla każdego kierunku jazdy, obsługiwane przez 2 perony boczne połączone tunelem.

## Ruch pociągów
Jest obsługiwany przez pociągi linii S1 (Saronno-Mediolan-Lodi) kolei aglomeracyjnej w Mediolanie Trenord, z półgodzinną częstotliwością od 6 do 21 od poniedziałku do piątku; w godzinach 21-24 raz na godzinę, podobnie w soboty i święta.